# روج (مارفل كومكس)
روج هي شخصية خيالية في مارفل كومكس،ظهرت الشخصية لأول مرة في 1981.